# Риггс, Джо
Джо́зеф Джо́натан «Джо» Риггс (англ. Joseph Jonathan "Joe" Riggs; род. 23 сентября 1982, Санфорд) — американский боец смешанного стиля, представитель средней, полусредней и полутяжёлой весовых категорий. Выступает на профессиональном уровне начиная с 2001 года, известен по участию в турнирах таких бойцовских организаций как UFC, Strikeforce, Bellator, WEC, KOTC, M-1 Global, владел титулом чемпиона WEC в среднем весе.

## Биография
Джо Риггс родился 23 сентября 1982 года в городе Санфорд, штат Мэн, детство провёл в Финиксе, штат Аризона. Ещё ребёнком по наставлению отца начал заниматься боксом. Несмотря на то что с рождения он является правшой, тренер привил ему стойку левши. Во время учёбы в старшей школе в Глендейле состоял в секции борьбы — решил пойти по стопам своего кумира Рэнди Кутюра. Учился в колледже по специальности «уголовное право», одновременно с этим продолжал заниматься борьбой, участвовал в различных студенческих соревнованиях, в частности дважды получал статус всеамериканского спортсмена.
Как боец проходил подготовку в Темпе в зале Arizona Combat Sports под руководством братьев Тодда и Тревора Лолли. Позже тренировался в зале MMA Lab у Джона Кроуча, посещал тренировочный центр TNT, где был подопечным Скотта Танненбаума.

### Начало профессиональной карьеры
Дебютировал в смешанных единоборствах на профессиональном уровне в сентябре 2001 года, выиграв у своего соперника досрочно в первом же раунде. Первое время дрался преимущественно в Финиксе в местном промоушене Rage in the Cage. Выходил в клетку довольно часто, так, за один только 2002 год провёл восемь боёв, а за 2003-й — семь. Проиграл таким бойцам как Хомер Мур, Уизли Коррейра и Трэвис Фултон, тогда как во всех остальных случаях неизменно становился победителем.

### UFC и WEC
Имея в послужном списке тринадцать побед и только три поражения, в 2004 году Риггс привлёк к себе внимание крупной американской организации World Extreme Cagefighting и выступил здесь в полутяжёлом весе, встретившись с Алексом Стиблингом. Выиграть он не смог, во втором раунде попался в «треугольник» и вынужден был сдаться, однако зрителям его выступление пришлось по душе — Стиблинг получил много урона и даже не смог самостоятельно покинуть клетку, а сразу после боя отправился в больницу. Журналисты отмечали, что среди тех, кто находился вблизи ринга, нет не одного человека, на кого не попала бы кровь Стиблинга. Промоутер Скотт Адамс сказал, что поединок мог и должен был быть остановлен раньше, назвал его самым брутальным боем за всю историю WEC.
Риггс продолжил активно выступать и буквально в течение пяти месяцев провёл ещё пять боёв в различных небольших промоушенах, где, в частности, взял верх на Кендаллом Гроувом. Находясь на серии из пяти побед подряд, летом того же года дебютировал в крупнейшей бойцовской организации мира Ultimate Fighting Championship — одержал досрочную победу над канадцем Джо Дорксеном.
Одновременно с этим он продолжал драться в WEC, выиграл здесь ещё один бой и благодаря череде удачных выступлений удостоился права оспорить вакантный титул чемпиона в средней весовой категории. Другим претендентом на титул стал Роб Киммонс, их противостояние продлилось не более полутора минут, Риггс выиграл сдачей и забрал чемпионский пояс себе.
Во второй половине 2005 года Джо Риггс спустился в полусредний вес ради встречи с ветераном Крисом Лайтлом и стал первым, кому удалось остановить этого известного бойца — во втором раунде Лайтл получил серьёзное рассечение, и врач запретил ему продолжать схватку. За счёт этой победы Риггс оказался главным претендентом на титул чемпиона UFC в полусреднем весе, который на тот момент принадлежал Мэтту Хьюзу. Бой между ними состоялся уже через месяц, Риггсу пришлось срочно подменить травмировавшегося Каро Парисяна. При всём при том, чемпионский титул на кону не стоял, поскольку уложиться в лимит весовой категории претендент не смог. Так или иначе, Хьюз всё равно подтвердил свой чемпионский статус, в первом же раунде удачно провёл обратный узел локтя и тем самым принудил своего соперника к сдаче.
В феврале 2006 года на одном из турниров UFC Риггс единогласным решением судей победил Ника Диаса. По окончании поединка обоих бойцов доставили в больницу, где между ними произошла спонтанная потасовка, которую потом пришлось разнимать полицейским. Риггс вернулся в средний вес и затем встретился с выпускником бойцовского реалити-шоу The Ultimate Fighter Майком Суиком — тот заставил его сдаться в первом раунде с помощью «гильотины». Позже он сдачей выиграл у Джейсона вон Флю, получив бонус за лучшее выступление вечера, и оказался в нокауте в поединке с Диего Санчесом. После боя с Санчесом Риггс покинул UFC, решив защитить имевшийся у него титул чемпиона WEC, тем не менее, этим планам не суждено было осуществиться из-за обострившейся травмы спины.

### Strikeforce
В 2007 году Джо Риггс присоединился к другой крупной американской организации Strikeforce, где с переменным успехом выступал в средней и полусредней весовых категориях. В общей сложности одержал здесь четыре победы и потерпел три поражения. В ноябре 2010 года отметился выступлением в небольшом промоушене King of the Cage, а в декабре стало известно, что его сотрудничество со Strikeforce прекратилось.

### Bellator
Начиная с 2011 года Риггс имел контракт с такой популярной бойцовской организацией как Bellator, в частности, он довольно успешно дебютировал здесь, отправив в нокаут Брайана Бейкера. Одновременно он выступал в различных других промоушенах, провёл матч-реванш с Кендаллом Гроувом и на сей раз уступил ему. В 2013 году принял участие в бойцовском реалити-шоу Fight Master: Bellator MMA, где разобрался со всеми своими оппонентами по турнирной сетке и стал единоличным победителем.

### Возвращение в UFC
На волне успеха Риггс подписал новый контракт с UFC. Изначально планировалось, что в мае 2014 года он встретится с бразильцем Паулу Тиагу, однако в итоге ему пришлось отказаться от этого боя из-за несчастного случая — незадолго до начала турнира во время чистки своего пистолета он случайно ранил себя в руку и ногу. В декабре он вышел в октагон против Бена Сондерса и проиграл техническим нокаутом, повредив шею в результате выполненного тейкдауна.
В 2015 году дважды дрался в клетке UFC, единогласным решением судей проиграл Патрику Коте и выиграл у Рона Столлингза, которого дисквалифицировали за использование запрещённого удара «апкик» (Риггс получил серьёзное повреждение и не смог продолжить поединок). Последний раз выступил на турнире организации в феврале 2016 года, Крис Камоцци ударами коленями сломал ему правое предплечье и завершил поединок досрочно. Через пару месяцев появилась информация об увольнении Риггса из UFC.

### M-1 Global
Покинув UFC, Риггс начал выступать в менее престижных организациях, в частности дважды дрался на турнирах российской организации M-1 Global, где победил Дмитрия Самойлова, Олега Оленичева и Бориса Полежая.
Благодаря череде удачных выступлений удостоился права оспорить титул чемпиона в среднем весе, принадлежащий россиянину Артёму Фролову. В июне 2018 года между ними состоялся чемпионский поединок, Риггс показывал себя достойно, но во втором раунде получил травму колена, которая не позволила ему продолжить драться.

## Статистика в профессиональном ММА
| Боёв 70          | Побед 50 | Поражений 18 |
| ---------------- | -------- | ------------ |
| Нокаутом         | 27       | 9            |
| Сдачей           | 18       | 6            |
| Решением         | 4        | 3            |
| Дисквалификацией | 1        | 0            |
| Ничьи            | 1        | 1            |
| Не состоявшихся  | 1        | 1            |

| Результат    | Рекорд      | Соперник         | Способ                       | Турнир                                              | Дата             | Раунд | Время | Место                   | Примечание                                                      |
| ------------ | ----------- | ---------------- | ---------------------------- | --------------------------------------------------- | ---------------- | ----- | ----- | ----------------------- | --------------------------------------------------------------- |
| Поражение    | 48-18-1 (1) | Артём Фролов     | TKO (травма колена)          | M-1 Challenge 93                                    | 1 июня 2018      | 2     | 0:46  | Челябинск, Россия       | Бой за титул чемпиона M-1 в среднем весе.                       |
| Ничья        | 48-17-1 (1) | Борис Полежай    | Раздельное решение           | M-1 Challenge 90                                    | 30 марта 2018    | 3     | 5:00  | Санкт-Петербург, Россия |                                                                 |
| Победа       | 48-17 (1)   | Эрик Лоцано      | TKO (удары руками)           | KOP 60                                              | 24 февраля 2018  | 2     | N/A   | Гранд-Рапидс, США       | Выиграл титул чемпиона KOP в среднем весе.                      |
| Победа       | 47-17 (1)   | Олег Оленичев    | TKO (удары руками)           | M-1 Challenge 84                                    | 27 октября 2017  | 3     | 3:21  | Санкт-Петербург, Россия |                                                                 |
| Победа       | 46-17 (1)   | Шоуни Картер     | Сдача (удары)                | ZPromotions: Fight Night Medicine Hat 4             | 9 сентября 2017  | 2     | 4:54  | Медисин-Хат, Канада     | Бой за вакантный титул чемпиона Fight Night в полутяжёлом весе. |
| Победа       | 45-17 (1)   | Дмитрий Самойлов | TKO (удары руками)           | M-1 Challenge 81                                    | 22 июля 2017     | 3     | 1:24  | Назрань, Россия         |                                                                 |
| Победа       | 43-17 (1)   | Билли Мартин     | TKO (удары руками)           | ICF 27: The Last Stand                              | 8 апреля 2017    | 1     | 1:48  | Грейт-Фолс, США         |                                                                 |
| Победа       | 42-17 (1)   | Коди Маккензи    | TKO (удары руками)           | Z Promotions: Fight Night Medicine Hat 2            | 28 октября 2016  | 1     | 1:51  | Медисин-Хат, Канада     | Бой в промежуточном весе 81,6 кг.                               |
| Поражение    | 41-17 (1)   | Крис Камоцци     | TKO (удары коленями)         | UFC Fight Night: Cowboy vs. Cowboy                  | 21 февраля 2016  | 1     | 0:26  | Питтсбург, США          |                                                                 |
| Победа       | 41-16 (1)   | Рон Столлингз    | DQ (запрещённый апкик)       | UFC 191                                             | 5 сентября 2015  | 2     | 2:28  | Лас-Вегас, США          | Вернулся в средний вес.                                         |
| Поражение    | 40-16 (1)   | Патрик Коте      | Единогласное решение         | UFC 186                                             | 25 апреля 2015   | 3     | 5:00  | Монреаль, Канада        |                                                                 |
| Поражение    | 40-15 (1)   | Бен Сондерс      | TKO (травма шеи)             | UFC on Fox: dos Santos vs. Miocic                   | 13 декабря 2014  | 1     | 0:57  | Финикс, США             |                                                                 |
| Победа       | 40-14 (1)   | Майк Бронзулис   | Единогласное решение         | Bellator 106                                        | 2 ноября 2013    | 3     | 5:00  | Лонг-Бич, США           | Финал первого сезона реалити-шоу Fight Master.                  |
| Победа       | 39-14 (1)   | Крис Лейва       | TKO (удары руками)           | RITC 164                                            | 16 ноября 2012   | 1     | 2:28  | Чандлер, США            |                                                                 |
| Победа       | 38-14 (1)   | Джош Кэван       | KO (удары руками)            | Made For War 1                                      | 13 октября 2012  | 1     | 4:16  | Касл-Рок, США           | Вернулся в полусредний вес.                                     |
| Победа       | 37-14 (1)   | Шейн Джонсон     | KO (удар рукой)              | RITC 160                                            | 22 июня 2012     | 2     | 2:33  | Чандлер, США            |                                                                 |
| Победа       | 36-14 (1)   | Аарон Бринк      | Сдача (рычаг локтя)          | RITC 159                                            | 11 мая 2012      | 2     | 1:18  | Чандлер, США            | Бой в полутяжёлом весе.                                         |
| Победа       | 35-14 (1)   | Шеннон Ритч      | TKO (удары руками)           | Duel for Domination                                 | 26 ноября 2011   | 1     | 0:56  | Финикс, США             |                                                                 |
| Поражение    | 34-14 (1)   | Кендалл Гроув    | Сдача (гильотина стоя)       | ProElite 1                                          | 27 августа 2011  | 1     | 0:59  | Гонолулу, США           |                                                                 |
| Поражение    | 34-13 (1)   | Брайан Бейкер    | KO (удар рукой)              | Bellator 43                                         | 7 мая 2011       | 2     | 3:53  | Ньюкёрк, США            | Вернулся в средний вес.                                         |
| Поражение    | 34-12 (1)   | Джордан Мейн     | TKO (удары руками)           | Wreck MMA: Strong & Proud                           | 28 января 2011   | 2     | 4:30  | Гатино, Канада          |                                                                 |
| Победа       | 34-11 (1)   | Трент Торн       | TKO (удары локтями)          | KOTC: 48                                            | 21 ноября 2010   | 1     | 3:56  | Эдмонтон, Канада        | Бой в среднем весе.                                             |
| Победа       | 33-11 (1)   | Луис Тейлор      | Сдача (удары руками)         | Strikeforce Challengers: Riggs vs. Taylor           | 13 августа 2010  | 3     | 2:07  | Финикс, США             | Бой в промежуточном весе 82,6 кг.                               |
| Поражений    | 32-11 (1)   | Джей Хирон       | Единогласное решение         | Strikeforce: Miami                                  | 30 января 2010   | 3     | 5:00  | Санрайз, США            |                                                                 |
| Победа       | 32-10 (1)   | Ник Алмен        | Сдача (удары руками)         | Ironman MMA 1                                       | 11 декабря 2009  | 1     | 1:51  | Уэлч, США               |                                                                 |
| Победа       | 31-10 (1)   | Дэвид Барнес     | TKO (удары руками)           | RITC 138                                            | 4 декабря 2009   | 1     | 0:57  | Меса, США               |                                                                 |
| Победа       | 30-10 (1)   | Фил Барони       | Единогласное решение         | Strikeforce: Lawler vs. Shields                     | 6 июня 2009      | 3     | 5:00  | Сент-Луис, США          | Вернулся в полусредний вес.                                     |
| Победа       | 29-10 (1)   | Люк Стюарт       | TKO (удары руками)           | Strikeforce: Destruction                            | 21 ноября 2008   | 2     | 2:05  | Сан-Хосе, США           | Бой в промежуточном весе 80,7 кг.                               |
| Поражение    | 28-10 (1)   | Кадзуо Мисаки    | TKO (удары руками)           | Strikeforce: At The Mansion II                      | 20 сентября 2008 | 2     | 2:29  | Беверли-Хиллз, США      |                                                                 |
| Победа       | 28-9 (1)    | Мэтт Демпси      | Сдача (удушение сзади)       | RITC 112                                            | 26 июля 2008     | 2     | 1:47  | Прескотт, США           |                                                                 |
| Поражение    | 27-9 (1)    | Кори Девела      | Сдача (слэм)                 | Strikeforce: At The Dome                            | 23 февраля 2008  | 1     | 1:22  | Такома, США             |                                                                 |
| Победа       | 27-8 (1)    | Юджин Джексон    | KO (удары руками)            | Strikeforce: Playboy Mansion                        | 29 сентября 2007 | 1     | 3:56  | Беверли-Хиллз, США      |                                                                 |
| Победа       | 26-8 (1)    | Дэн Чемберс      | Сдача (треугольник)          | Hardcore Championship Fighting: Unfinished Business | 21 июля 2007     | 1     | 3:25  | Эдмонтон, Канада        | Бой в среднем весе.                                             |
| Поражение    | 25-8 (1)    | Диего Санчес     | KO (удар коленом)            | UFC Fight Night: Sanchez vs. Riggs                  | 13 декабря 2006  | 1     | 1:33  | Сан-Диего, США          |                                                                 |
| Победа       | 25-7 (1)    | Джейсон Вон Флю  | Сдача (треугольник)          | UFC Fight Night 6                                   | 17 августа 2006  | 1     | 2:01  | Лас-Вегас, США          | Лучший приём вечера.                                            |
| Поражение    | 24-7 (1)    | Майк Суик        | Сдача (гильотина)            | UFC 60                                              | 27 мая 2006      | 1     | 2:19  | Лос-Анджелес, США       | Бой в среднем весе.                                             |
| Победа       | 24-6 (1)    | Ник Диас         | Единогласное решение         | UFC 57                                              | 4 февраля 2006   | 3     | 5:00  | Лас-Вегас, США          |                                                                 |
| Поражение    | 23-6 (1)    | Мэтт Хьюз        | Сдача (кимура)               | UFC 56                                              | 19 ноября 2005   | 1     | 3:28  | Лас-Вегас, США          | Нетитульный бой, Риггс не сделал вес.                           |
| Победа       | 23-5 (1)    | Крис Лайтл       | TKO (остановлен врачом)      | UFC 55                                              | 7 октября 2005   | 2     | 2:00  | Анкасвилл, США          | Дебют в полусреднем весе.                                       |
| Победа       | 22-5 (1)    | Роб Киммонс      | Сдача (удары руками)         | WEC 15                                              | 19 мая 2005      | 1     | 1:24  | Лемор, США              | Выиграл вакантный титул чемпиона чемпиона WEC в среднем весе.   |
| Поражение    | 21-5 (1)    | Айвен Салаверри  | Сдача (треугольник)          | UFC 52                                              | 16 апреля 2005   | 1     | 2:42  | Лас-Вегас, США          |                                                                 |
| Победа       | 21-4 (1)    | Томас Гил        | Сдача (рычаг локтя)          | RITC 66                                             | 13 ноября 2004   | 1     | 2:05  | Финикс, США             |                                                                 |
| Победа       | 20-4 (1)    | Исидро Гонсалес  | TKO (удары руками)           | WEC 12                                              | 21 октября 2004  | 1     | 1:50  | Лемор, США              |                                                                 |
| Победа       | 19-4 (1)    | Джо Дорксен      | Сдача (удары локтями)        | UFC 49                                              | 21 августа 2004  | 2     | 3:37  | Лас-Вегас, США          |                                                                 |
| Победа       | 18-4 (1)    | Шейн Джонсон     | KO (удары руками)            | XCF 5: Evolution                                    | 28 мая 2004      | 1     | N/A   | Финикс, США             |                                                                 |
| Победа       | 17-4 (1)    | Кендалл Гроув    | KO (удары локтями)           | Rumble on the Rock 5                                | 7 мая 2004       | 1     | 3:09  | Гонолулу, США           | Дебют в среднем весе.                                           |
| Победа       | 16-4 (1)    | Дейв Виткей      | KO (удар рукой)              | ICC: Trials 2                                       | 30 апреля 2004   | 1     | N/A   | Миннесота, США          |                                                                 |
| Победа       | 15-4 (1)    | Джон Ренкен      | KO (удар рукой)              | RITC 60: 'The Saint' Goes Marching In               | 20 марта 2004    | 1     | 0:28  | Финикс, США             |                                                                 |
| Победа       | 14-4 (1)    | Крис Кивер       | KO (удар рукой)              | IFC: Battleground Tahoe                             | 31 января 2004   | 1     | 0:49  | Тахо, США               |                                                                 |
| Поражение    | 13-4 (1)    | Алекс Стиблинг   | Сдача (треугольник)          | WEC 9                                               | 16 января 2004   | 2     | 1:54  | Лемор, США              | Дебют в полутяжёлом весе.                                       |
| Победа       | 13-3 (1)    | Кори Тиммерман   | Сдача (рычаг локтя)          | RITC 57: Tucson Revisited                           | 13 декабря 2003  | 1     | 1:11  | Тусон, США              |                                                                 |
| Победа       | 12-3 (1)    | Фрэнк Алкала     | TKO (удары руками)           | IFC: Rumble on the Rio                              | 6 декабря 2003   | 1     | 0:31  | Идальго, США            |                                                                 |
| Не состоялся | 11-3 (1)    | Анди Монтана     | Не состоялся                 | RITC 53: The Beat Goes On                           | 13 сентября 2003 | N/A   | N/A   | Финикс, США             |                                                                 |
| Победа       | 11-3        | Грег Уайкан      | TKO (остановлен секундантом) | ECS: Evolution                                      | 19 июля 2003     | 3     | 5:00  | Финикс, США             |                                                                 |
| Победа       | 10-3        | Уилл Хэммонд     | TKO (удары руками)           | Art of War 2                                        | 21 июня 2003     | 1     | N/A   | Калиспелл, США          |                                                                 |
| Поражение    | 9-3         | Трэвис Фултон    | Сдача (удушение)             | RITC 45: Finally                                    | 1 марта 2003     | 1     | 0:48  | Финикс, США             |                                                                 |
| Победа       | 9-2         | Херб Дин         | Сдача (удары руками)         | RITC 43: The Match                                  | 18 января 2003   | 1     | 0:52  | Финикс, США             |                                                                 |
| Поражение    | 8-2         | Уизли Коррейра   | KO (коленом и рукой)         | Rumble on the Rock 1                                | 28 декабря 2002  | 2     | 2:07  | Гонолулу, США           |                                                                 |
| Победа       | 8-1         | Лемуэл Винсент   | TKO (удары руками)           | RITC 42: Road Trip                                  | 7 декабря 2002   | 1     | 0:23  | Финикс, США             |                                                                 |
| Победа       | 7-1         | Аллан Салливан   | Сдача (рычаг локтя)          | RITC 39: Bring It                                   | 19 октября 2002  | 3     | 1:57  | Финикс, США             |                                                                 |
| Победа       | 6-1         | Джо Пардо        | Единогласное решение         | RITC 38: Let’s Roll                                 | 7 сентября 2002  | 3     | 3:00  | Финикс, США             |                                                                 |
| Победа       | 5-1         | Джесс Мортон     | TKO (отказ)                  | RITC 36: The Rematch                                | 22 июня 2002     | 1     | 3:00  | Финикс, США             |                                                                 |
| Победа       | 4-1         | Энди Монтана     | Сдача (удары руками)         | RITC 35: This Time It’s Personal                    | 3 мая 2002       | 1     | 1:24  | Финикс, США             |                                                                 |
| Поражение    | 3-1         | Хомер Мур        | Единогласное решение         | RITC 34                                             | 15 марта 2002    | 3     | 3:00  | Финикс, США             |                                                                 |
| Победа       | 3-0         | Джоуи Вигерия    | Сдача (удары руками)         | RITC 33: The Big Show                               | 2 февраля 2002   | 1     | 2:00  | Финикс, США             |                                                                 |
| Победа       | 2-0         | Джастин Лайон    | Сдача (удары руками)         | RITC 31                                             | 7 ноября 2001    | 1     | 0:33  | Финикс, США             |                                                                 |
| Победа       | 1-0         | Райан Роат       | Сдача (удары руками)         | RITC 30: Soaring to New Heights                     | 26 сентября 2001 | 1     | 2:32  | Финикс, США             |                                                                 |